# 小行星9444
小行星9444（英語：9444）是一颗围绕太阳公转的小行星。1997年5月1日，克列特在克列特发现了此天体。
这颗小行星的绝对星等为73.82062003574978等。